# Gian Carlo Bossi
Gian Carlo Bossi (Busto Arsizio, 18 ottobre 1918 – ...) è stato un calciatore italiano, di ruolo centrocampista.

## Caratteristiche tecniche
Giocava come mediano.

## Carriera
Nella stagione 1934-1935 gioca in Prima Divisione con la Gallaratese, squadra con cui l'anno successivo gioca in Serie C; dopo un'altra stagione in terza serie alla Pro Patria, nella stagione 1937-1938 e nella stagione 1938-1939 milita nuovamente con la Gallaratese, con cui nell'arco di queste due stagioni realizza complessivamente 13 reti in Serie C. Nella stagione 1940-1941 segna invece un gol in Serie C con la M.A.T.E.R. Roma, con cui l'anno successivo segna altre 2 reti e conquista la promozione in Serie B.
Dopo la fine della Seconda guerra mondiale si trasferisce al Perugia, con cui nella stagione 1945-1946 vince un altro campionato di Serie C; gioca nella squadra del capoluogo umbro anche durante la stagione 1946-1947, nel corso della quale disputa 16 partite in Serie B.
Nel 1947 viene ceduto al Siracusa, con cui nella stagione 1947-1948 gioca ulteriori 17 partite in seconda serie.
Nella stagione 1949-1950 vince il campionato di Promozione (il massimo livello dilettantistico dell'epoca) con la Nissena, società con cui nella stagione 1950-1951 gioca in Serie C.

## Palmarès

### Club

#### Competizioni nazionali
- Serie C: 2

M.A.T.E.R.: 1941-1942
Perugia: 1945-1946

#### Competizioni regionali
- Promozione: 1

Nissena: 1949-1950